# Daniel de Rémy de Courcelle
Daniel de Rémy (ur. 1626, zm. 24 października 1698) – gubernator Nowej Francji.
Po przybyciu do Nowej Francji zainicjował rozbudowę systemu fortyfikacji, budując między innymi forty Sorel, Chambly, i Sainte-Térèse. W 1666 rozpoczął kampanię przeciwko Irokezom. Wyruszył w kierunku ich terenów z pięciusetosobowym oddziałem. Jedynym rezultatem kampanii było zniszczenie dwóch opuszczonych wiosek i zabicie czterech, przypadkowo schwytanych indiańskich jeńców. Odwrót okazał się klęską oddziału, kończące się zapasy żywności i dotkliwe zimno zdziesiątkowały ludzi. Odwetowa wyprawa Irokezów zmusiła Francuzów do podjęcia kolejnej kampanii, tym razem z potężnym oddziałem składającym się z 1200 zbrojnych. Ponownie nie udało się zaangażować partyzantów irokeskich do walki, niemniej jednak demonstracja siły w połączeniu z dyplomatycznymi staraniami doprowadziły do podpisania pokoju z Irokezami, który trwał przez następne lata. W 1669 zorganizował Kanadyjska Milicję, stałą i łatwą do mobilizacji siłę zbrojną.
De Rémy zorganizował także wyprawę odkrywczą nad jezioro Ontario.
W 1672 odwołany ze stanowiska wrócił do Francji. Został gubernatorem Tulonu, gdzie zmarł.